# Stettener Halde
Die Stettener Halde ist ein mit Verordnung vom 14. Mai 1996 durch das Regierungspräsidium Freiburg ausgewiesenes Naturschutzgebiet auf dem Gebiet der Stadt Mühlheim an der Donau.

## Lage
Das Naturschutzgebiet Triebhalde liegt nördlich von Mühlheim-Stetten im Stettener Tal, welches sich hier in den Mittleren Oberjura und die Oxfordschichten des Oberjuras eingeschnitten hat. Es liegt an der Grenze der Naturräume Hohe Schwabenalb und Baaralb und Oberes Donautal.

## Schutzzweck
Schutzzweck ist laut Schutzgebietsverordnung „die Erhaltung der Wacholderheide auf der »Stettener Halde« als Lebensraum für eine Vielzahl seltener und geschützter, auf offenes und extensiv genutztes Gelände angewiesener, wärme- und trockenheitsliebender Tiere und Pflanzen [und] ein vom Menschen durch jahrhundertelange Nutzung geprägter Landschaftsteil mit Magerrasen, Wacholdern und landschaftsprägenden Einzelbäumen und Gebüschgruppen.“

## Landschaftscharakter
Die Triebhalde ist ein schmaler Wacholderheidenstreifen, der sich an einem südwestexponierten Hang am Waldrand entlangzieht.

## Zusammenhängende Schutzgebiete
Die Stettener Halde grenzt im Südwesten an das Landschaftsschutzgebiet Stettener Tal, ist Bestandteil des FFH-Gebiets Großer Heuberg und Donautal und liegt im Naturpark Obere Donau.